# Creepy Crawlers
Creepy Crawlers est une série télévisée d'animation franco-américaine en 22 épisodes de 21 minutes, diffusée aux États-Unis entre le 4 octobre 1994 et le 30 mars 1996 en syndication et en France à partir du 25 octobre 1995 sur M6 dans l'émission M6 Kid.
La propriété de la série est passée à Disney en 2001 lorsque Disney a acquis Fox Kids Worldwide, qui comprend également Saban Entertainment. Mais la série n'est pas disponible sur Disney+,,.

## Synopsis
Christophe est  un adolescent normal qui un jour trébuche sur une boîte d'où sort une substance verte. En ouvrant la boîte il libère cinq Creepy Crawlers, un genre d'insectes taillés pour le combat et grands comme des hommes. 
Le magicien « Maxicrasse » s'empare de cette substance verte afin d'avoir son armée de Creepy Crawlers avec le projet de devenir le maître du monde.
Christophe, aidé de Samantha et des Creepy Crawlers, feront l'impossible pour barrer le chemin à « Maxicrasse ».
L'histoire est très proche de celle des Tortues Ninja.

## Distribution
- Thierry Bourdon : Christophe
- Marie-Laure Dougnac : Samantha
- Jean-François Kopf : Maxicrasse
- Michel Le Royer : Volt
- Thierry Mercier : Passe-Passe
- Emmanuel Karsen : T3 / Sacdos
- Luq Hamet : Cerclo / Thomas

## Épisodes

### Première saison
1. La nuit des Creepy Crawlers (The Night Of The Creepy Crawlers)
2. Creepy glacés (Sugar Frosted Crawlers)
3. Qui a peur des abeilles (Who's Afraid Of Bees?)
4. Les crassos se déchaînent (Chris Explains It All)
5. Électricité à gogo (Power Play)
6. Tour de magie (Vanishing Act)
7. Frère Creepy (One Creepy Brother)
8. Chris Crawler (I Was A Teenage Crawler)
9. ? (Mauler Amuck)
10. La boule de glu (The Glob)
11. Et si on allait jusqu'en Chine (All The Way To China)
12. Double dose d'ennuis (Double Trouble)
13. Maxicrass géant (Attack Of the Fifty Foot Googengrime)
14. Le retour des Crassos (Return Of The Crime Grimes)

### Deuxième saison
1. Sac d'os a un grand frère (Dawn Of The Super Goop)
2. Déjà glu (Deja Goop)
3. Maxicrass joue à la poupée (A Real Numb Skrull)
4. Camp cauchemar (Camp Nightmare)
5. Bugzilla (Bugzilla)
6. Un frère pour T3 (T-4-2)
7. Un froid de Creepy (Cold Snap)
8. Le retour des punaises mutantes (Revenge Of The Mutant Stink Bugs)
9. Un Crawler, ça rétrécit énormément (The Incredible Shrinking Creepy Crawlers)

## Sources
- INA
- Toonarific.com